# 무타부라사우루스

무타부라사우루스(Muttaburrasaurus)는 중생대 백악기 전기(약 1억 1,500만년~9,500만년 전)에 서식한 공룡이다. 오스트레일리아의 퀸즐랜드에 위치한 매쿤다 층에서 산출되었다. 조반류에 속하는 네발 공룡이다. 몸 전체 길이는 약 7m~10m정도이고, 체중은 3t~4t가량 나갔을 것으로 추정된다. 이빨과 턱의 특징은 소철류 등의 식물을 쉽게 먹을 수 있도록 진화했다. 이러한 특징은 이구아노돈보다 오히려 각룡류의 것과 닮아 있다. 코의 특징은 하드로사우루스류의 것과 닮아 있어서, 똑같이 무리생활을 하고 울음소리를 통해 서로 대화를 했을 것으로 추정된다. 그러나 현재까지의 화석에서는 집단으로 발견된 사례가 없다. 무타부라사우루스의 최초 화석은 조개류나 암모나이트 등과 함께 얕은 바다의 해생층에서 발견되고 있다.